# Nemika Sultan
Emine Nemika Sultan (turco ottomano: امینه نمیکه سلطان, lett. "benevola" o "degna di fiducia" e "graziosa"; Istanbul, 9 marzo 1888 – Istanbul, 6 settembre 1969) è stata una principessa ottomana, figlia di Şehzade Mehmed Selim e nipote del sultano Abdülhamid II.

## Biografia

### Origini
Emine Nemika Sultan nacque il 9 marzo 1888 a Istanbul, nel Palazzo Yıldız. Suo padre era Şehzade Mehmed Selim, figlio maggiore del sultano ottomano Abdülhamid II dalla consorte Bedrifelek Kadın, e sua madre la sua prima consorte, Iryale Hanım, sorella minore di Nazikeda Kadın, consorte del futuro sultano Mehmed VI. Aveva un fratello maggiore, Şehzade Mehmed, morto infante, e un fratellastro paterno minore, Şehzade Mehmed Abdülkerim.
Nel marzo 1898 partecipò al matrimonio di sua zia Naime Sultan, figlia di Abdülhamid II dalla consorte Bidar Kadın, con Kemaleddin Ahmed Paşah. In quell'occasione le fu accordato un posto fra le sue zie Hamide Ayşe Sultan e Şadiye Sultan, figlie di Abdülhamid rispettivamente dalle consorti Müşfika Kadın e Emsalinur Kadın.
Nel 1904, a sedici anni, rimase orfana di madre. 

### Matrimonio
Il 22 giugno 1911, a Palazzo Yıldız, Nemika Sultan sposò Ali Kenan Isin Bey, il primo ingegnere minerario turco ad aver studiato all'estero. Alla coppia venne assegnato come residenza il Palazzo Göztepe. Nei nove anni successivi Nemika diede al marito una figlia e due figli. 

### Esilio
Nel 1924 la dinastia ottomana venne esiliata. 
Nemika si stabilì con il marito e i figli a Parigi, dove diede alla luce il quartogenito, una figlia. Successivamente si trasferirono a Tripoli, in Libano, dove suo marito divenne sindaco. 
Nemika rimase vedova nel 1962. 

### Morte
Dopo essere rimasta vedova Nemika rientrò a Istanbul, essendo stato revocato, nel 1952, l'esilio per le principesse. Si stabilì nel distretto di Bostanci, dove morì il 6 settembre 1969, a ottantuno anni. Venne sepolta nel mausoleo Şehzade Ahmed Kemaleddin, nel cimitero Yahya Efendi a Istanbul. 

## Discendenza
Dal suo matrimonio, Nemika Sultan ebbe due figli e due figlie:
- Fatma Fethiye Hanımsultan (13 novembre 1912 - 20 aprile 1998). Nata a Istanbul nel Palazzo Göztepe, morta e sepolta a Beirut, Libano. Sposata due volte, ha avuto due figlie e un figlio, tutti sposati con figli.
- Sultanzade Ibrahim Bey (14 settembre 1915 - 21 giugno 1969). Nato a Istanbul nel Palazzo Göztepe, morto e sepolto a Beirut, Libano. Si sposò ed ebbe un figlio e una figlia sposata con figli.
- Sultanzade Kâzım Bey (1 marzo 1920 - 15 maggio 2003). Nato a Istanbul nel Palazzo Göztepe, morto e sepolto a Beirut, Libano. Si sposò ed ebbe tre figli, di cui due sposati con figli.
- Emine Satia Hanımsultan (15 gennaio 1927 - 6 giugno 2003). Nata a Parigi, morta e sepolta a Istanbul. Si sposò ma non ebbe figli.

## Onorificenze
Emine Nemika Sultan venne insignita delle seguenti onorificenze:
- Ordine della Casa di Osman
- Ordine di Mejīdiyye, ingioiellato
- Ordine della Carità, 1ª classe